# Cladanthus scariosus
Cladanthus scariosus là một loài thực vật có hoa trong họ Cúc. Loài này được (Ball) Oberpr. & Vogt mô tả khoa học đầu tiên năm 2002.